# (2719) Suzhou
(2719) Suzhou – planetoida z pasa głównego asteroid okrążająca Słońce w ciągu 3 lat i 87 dni w średniej odległości 2,19 j.a. Została odkryta 22 września 1965 roku w Obserwatorium Astronomicznym Zijinshan w Nankinie. Nazwa planetoidy pochodzi od Suzhou, miasta we wschodnich Chinach. Przed nadaniem nazwy planetoida nosiła oznaczenie tymczasowe (2719) 1965 SU.